# Эверса, Даце
Да́це Э́верса (латыш. Dace Eversa; род. 19 мая 1954) — советская и латвийская актриса.

## Биография
Даце Эверса родилась 19 мая 1954 года в селе Браслава Валмиерского района (ныне Браславская волость Алойского края) в рабочей семье. Отец — шофёр, мать — медицинский работник.
Окончила 1-ю Сигулдскую среднюю школу (1974) и режиссёрское отделение Рижского техникума работников культуры и образования (1975).
Работала помощником режиссёра Валмиерского драматического театра (1975—1982), с 1982 года актриса этого театра. В качестве приглашённой актрисы принимала участие в постановках театра «Дайлес».
Снялась в роли матери Эмиля в фильме режиссёра Вариса Браслы «Проделки сорванца» (1985).
Неоднократный номинант и обладатель латвийских театральных наград. Лауреат театральной премии им. Л. Берзини (2006).
Награждёна Крестом Признания 5 степени (2006).

## Творчество

### Роли в театре

#### Валмиерский драматический театр
- 1978 — «Индраны» Рудольфа Блауманиса — Лиза
- 1980 — «Что тот солдат, что этот» Бертольта Брехта — Жена Гейли Гея
- 1981 — «Женщина между любовью и смертью» Эдварда Радзинского — Марина
- 1983 — «Дядя Ваня» А. П. Чехова — Соня
- 1984 — «Полёт над гнездом кукушки» Дейла Вассермана по роману Кена Кизи — сестра Флин
- 1984 — «Янис» Лелде Стумбре — Индра
- 1985 — «Вей, ветерок!» Райниса — Барба
- 1986 — «Вишнёвый сад» А. П. Чехова — Аня
- 1987 — «В огне» Рудольфа Блауманиса — Кристина
- 1988 — «Следующей весной» Лелде Стумбре — Анна
- 1991 — «Последняя лодка» Мартиньша Зиверта — Марута
- 1992 — «Десятый» по роману Грэма Грина — Тереза Манжо
- 1993 — «Мистерии Юхана Нагеля» по роману Кнута Гамсуна — Марта
- 1994 — «Кукольный дом» Генрика Ибсена — Нора
- 1995 — «Шесть персонажей в поисках автора» Луиджи Пиранделло — Падчерица *
- 1995 — «Одинокие» Герхарта Гауптмана — Анна Мара *
- 1996 — «Анна Каренина» Л. Н. Толстого — Анна Каренина
- 1997 — «Грехи Трины» Рудольфа Блауманиса — Трина
- 1999 — «Привидения» Генрика Ибсена — Фру Алвинг *
- 2000 — «Мэри Поппинс» Памелы Трэверс — Мэри Поппинс
- 2001 — «Чайка» А. П. Чехова — Аркадина *
- 2001 — «Тёмные олени» Инги Абеле — Надин *
- 2002 — «Лето и дым» Теннесси Уильямса — Мать Алмы *
- 2003 — «Лиетини» Лелде Стумбре — Сниедзе
- 2003 — «Дядя Ваня» А. П. Чехова — Марина
- 2004 — «Женщина с моря» Генрика Ибсена — Элида *
- 2005 — «Том Сойер» по роману Марка Твена — Тётя Полли
- 2006 — «Без вины виноватые» А. Н. Островского — Кручинина *
- 2007 — «Эстонские похороны» Андруса Кивиряхки — Марете
- 2008 — «Гамлет» Уильяма Шекспира — Гертруда
- 2008 — «Лес» А. Н. Островского — Улита *
- 2009 — «Король Лир в богадельне» Отара Багатурия — Додо
- 2010 — «Из подслащённой бутылки» Рудольфа Блауманиса — Лавизе
- 2017  -    "Маленькие трагедии" А.С. Пушкина  - Барон, Сальери - реж. С Щипицин

#### Театр «Дайлес»
- 1992 — «Росмерсхольм» Генрика Ибсена — Ребекка Веста

(*) Звёздочкой отмечены те роли, за которые актриса была либо номинирована, либо премирована театральными наградами.

### Фильмография
- 1985 — Проделки сорванца — Алма Свенсон
- 1986 — Страх — эпизод
- 1987 — Айя — Пакалниете
- 1989 — Судьбинушка — мать Кришьяна Барона
- 1990 — Наследница «Оборотней» — хозяйка
- 1991 — Индраны — Иева
- 1993 — Рождественский переполох — Марта Цирулите
- 2010 — Последний Лачплесис — Принцесса